# أنطوان دوهامل
أنطوان دوهامل (بالفرنسية: Antoine Duhamel)‏ هو ملحن فرنسي، ولد في 30 يوليو 1925 في فالمندويس في فرنسا، وتوفي في 11 سبتمبر 2014 في باريس في فرنسا.

## وصلات خارجية
- أنطوان دوهامل على موقع IMDb (الإنجليزية)
- أنطوان دوهامل على موقع ألو سيني (الفرنسية)
- أنطوان دوهامل على موقع ميوزك برينز (الإنجليزية)
- أنطوان دوهامل على موقع أول موفي (الإنجليزية)
- أنطوان دوهامل على موقع قاعدة بيانات الأفلام السويدية (السويدية)
- أنطوان دوهامل على موقع أول ميوزيك (الإنجليزية)
- أنطوان دوهامل على موقع ديسكوغز (الإنجليزية)
- أنطوان دوهامل على موقع قاعدة بيانات الفيلم (الإنجليزية)
- أنطوان دوهامل على موقع كينوبويسك (الروسية)